# أندريه فانيك
أندريه فانيك (بالتشيكية: Ondřej Vaněk) هو لاعب كرة قدم تشيكي في مركز الوسط، ولد في 25 يوليو 1990 في برنو في جمهورية التشيك. شارك مع منتخب جمهورية التشيك تحت 21 سنة لكرة القدم ومنتخب جمهورية التشيك لكرة القدم. أما مع النوادي، فقد لعب مع سلافيا براغ وفيكتوريا بلزن وكايسري سبور ونادي يابلونتس.

## وصلات خارجية
- أندريه فانيك على موقع الاتحاد الأوربي (الإنجليزية)
- أندريه فانيك على موقع الاتحاد التشيكي (الإنجليزية)
- أندريه فانيك على موقع اتحاد تركيا (لاعب) (الإنجليزية)
- أندريه فانيك على موقع قاعدة بيانات كرة القدم.إي يو (الإنجليزية)
- أندريه فانيك على موقع ناشيونال فوتبول تيمز (الإنجليزية)
- أندريه فانيك على موقع Soccerway.com (الإنجليزية)
- أندريه فانيك على موقع عالم كرة القدم.نت (الإنجليزية)
- أندريه فانيك على موقع AS.com (الإسبانية)